# Пелитовый ил
Пели́товый ил — осадок, сложенный преимущественно частицами размером менее 0,01 (согласно порталу «Большая российская энциклопедия», менее 0,001) мм (так называемой пелитовой фракцией) независимо от вещественного (химического, минерального) состава и генезиса. Если содержание в осадке пелита составляет 50—70 %, эту разновидность ила относят к алеврито-пелитовым илам.